# مسجد العنقاء
مسجد العنقاء (بالصينية 鳳凰寺) وتُنطق فن خوان وله اسم آخر مسجد دين الحق (بالصينية: 真教寺) وتُنطق جنجياو، يقع مسجد العنقاء في مدينة خانجو التابعة لمقاطعة جيجيانغ، وهو واحد من أقدم أربع مساجد في الصين، كما أنه أحد أقدم المساجد التي بنيت في الصين. ويعود أصل بناء المسجد أما إلى أسرة تانغ أو أسرة سونغ، وقد تم إعادة بناء المسجد عدة مرات لأسباب مختلفة منها تدمير المسجد في نهاية عهد أسرة سونغ. وخلال عهد أسرة يوان تم إصلاح المسجد بمساعدة مالية من قبل رجل دين عربي مقيم في الصين يدعى علاء الدين. وقد أُزيلت مئذنة المسجد عام 1928م بسبب أعمال بناء الطرق التي تمت بجانب المسجد، وفي عام 1953 خضع المسجد لصيانة شاملة.بني المسجد على النمط الصيني التقليدي مع الاحتفاظ بميزات العمارة الإسلامية، كما أن قاعة الصلاة الحالية بُنيت في عام 1281م خلال حكم الإمبراطور الصيني قوبلاي خان.

## التسمية
مسجد العنقاء يقع في شارع الدكتور صون يات صن بالمدينة، سمى مسجد العنقاء لأن بناءه يشبه العنقاء الناشر جناحيها، وقيل أن بوابة المسجد وبرج مشاهدة الهلال القائم عليها يشبه رأس العنقاء، وأن الممر المؤدي من البوابة إلى الداخل يشبه عنقها، وأن صفين من الأشجار السامقة على يمين المسجد ويساره يبدوان وكأنهما جناحان لها، وأن المباني المتوزعة في قلب المسجد تشبه بدنها، وأن دغلة من البامبو خلف قاعة الصلاة تشبه ذيلها.

## الوصف
أعيد بناء المسجد في عهد يوان (1271 -1368م)، ولكن النصب الحجري القائم في المسجد الذي يرجع تاريخه إلى سنة 1493 يشير إلى أنه قد بني سنة 1281، بينما يشير تاريخ هانغتشو إلى أنه شيد على يد علاء الدين العربي سنة 1314م،

### زيارة ابن بطوطة للمسجد
وقد وصف ابن بطوطة ما رآه هناك قائلا: «في اليوم الثالث دخلنا المدينة الثالثة، ويسكنها المسلمون. ومدينتهم حسنة وأسواقهم مرتبة كترتيبها في بلاد الإسلام. وبها المساجد المؤذنون، وسمعناهم يؤذنون بالظهر عند دخولنا. ونزلنا منها بدار أولاد عثمان بن عفان المصري، وكان أحد التجار الكبار الذي استحسن هذه المدينة فاستوطنها، وعرفت بالنسبة اليه، وأورث عقبه بها الجاه والحرمة، وهم على ما كان عليه أبوهم من الإيثار على الفقراء والإعانة للمحتاجين. ولهم زاوية تعرف بالسليمانية حسنة العمارة، لها أوقاف كثيرة، وبها طائفة من الصوفية، وبنى عثمان المذكور المسجد الجامع بهذه المدينة. ووقف عليه وعلى الزاوية أوقافا عظيمة، وعدد المسلمين بالمدينة كثير».

## العمارة
يحتفظ مسجد العنقاء بست قطع ونصف من الطوب المنقوش، يرجع تاريخها إلى عهد أسرة سونغ الجنوبية، هذا النوع من الطوب يبدو على شكل مربع، ويلاحظ على سطح الطوب آيات قرآنية من سورة آل عمران وعلى سطحه الجانبي نقوش من الكتابات: طوب مصنوع في عهد أسرة سونغ حسب طلب هانغتشو عاصمة البلاد.
تمتد مباني المسجد الرئيسية من: البوابة وقاعة الصلاة وقاعة الدعوة على خطة المحوري الوهمي من الشرق إلى الغرب. كانت بوابة المسجد مكسوة بالنقوش الطوبية الجميلة، وعلى كلا جانبيها سلم خشبي يمكن الصعود عليه إلى برج مشاهدة الهلال القائم على البوابة والبالغ ارتفاعه عشرات الأمتار. وكان هذا البرج في غاية من الروعة، إلا أنه فكك سنة 1929 عنوة بأمر من سلطة حرب الكومينتانغ، وذلك بحجة أنه كان يؤثر في المواصلات، الأمر الذي شوه ملامح المسجد الكاملة، وفي الأيام الأولى من تأسيس الصين الجديدة خرب المسجد إلى حد كبير لحرمانه من الترميم مدة طويلة. لجأ المسلمون هناك سنة 1953 إلى ترميمه، فتجددت ملامحه، ودخل المسجد العريق في قائمة أهم الآثار المحمية على نطاق البلاد.

## المسجد في الوقت الحالي
حاليًا لا تُصلى الجمعة ولا الأعياد فيه وانتقلت الصلاة إلى جامع خانزو الجديد، وتُصلى فيه فقط الصلوات الخمس وبه حلقة تحفيظ.